# La mirada interior
«La mirada interior», fue la canción andorrana en el Festival de la Canción de Eurovisión 2005, interpretada en catalán por Marian van de Wal. Como la canción anterior no terminó en el top 10, fue interpretada en la semifinal. Sus compositores son Rafael Artesero, Daniel Aragay y Rafael Fernández.

## Características
La canción fue interpretada en la posición 18 de la noche (después de Martin Vučić de Macedonia con "Make my day" y antes de Vanilla Ninja de Suiza con "Cool vibes"). Al cierre de la votación, recibió 27 puntos, terminando en 23.er lugar y haciendo que Andorra se viera forzada a calificar desde la semifinal en el edición de 2006.
La canción en sí misma trata con la necesidad de encontrar la propia belleza antes de que uno pueda encontrarla en el mundo exterior, de ahí el título de la canción. También se produjo una versión en inglés de la canción, titulada Through your inner eyes, con el mismo tema.
La canción fue sucedida como representante andorrana por Jenny con Sense tú en 2006.
| Predecesor: "Jugarem a estimar-nos" Marta Roure | Andorra en el Festival de Eurovisión 2005 | Sucesor: "Sense tu" Jenny |

- Datos: Q129803